# Флоренський Павло Олександрович
Павло Олександрович Флоренський (рос. Па́вел Алекса́ндрович Флоре́нский; 22 січня 1882 р., Євлах, Єлизаветпольська губернія, Російська імперія — †8 грудня 1937 р., похований під Ленінградом) — російський православний священник, богослов, релігійний філософ, учений, поет. Лауреат Макаріївської премії. Розстріляний.
Похований на Левашовському меморіальному кладовищі.